# 데이비드 버먼 (음악가)
데이비드 클라우드 버먼(영어: David Cloud Berman, 본명: 데이비드 크레이그 버먼(David Craig Berman), 1967년 1월 4일 ~ 2019년 8월 7일)은 미국의 음악가, 가수, 시인이자 만화가로 인디 록 밴드 실버 주스의 프론트맨이었던 것으로 잘 알려져 있다.

## 생애
버먼은 1967년 1월 4일 버지니아주의 윌리엄스버그에서 태어났다. 아버지인 리처드 버먼은 총기, 술, 그리고 다른 산업을 대표하는 로비스트였다. 버지니아 대학교에 입학하기 전에는 텍사스주 애디슨에 위치한 그린힐 고등학교를 다녔다. 버지니아 샬러츠빌에 있는 동안에는 UVA 동급생인 스티븐 말커스와 밥 나스타노비치와 만든 밴드 엑토슬라비아로 활동을 하였다.

### 밴드
버지니아 대학교를 졸업하자마자 세 사람은 뉴저지주 호보컨으로 이사를 가 아프트에서 같이 살면서 실버 주스라는 이름으로 음악을 녹음하였다. 이 시기 버먼은 뉴욕 휘트니 미술관의 경비원이었다. 이런 환경에서 일하는 것은 예술적으로도 버먼에게 영향을 끼쳤다.
호보켄으로 보금자리를 옮기기 전, 말크머스는 어린 시절 친구인 스콧 칸베르크와 함께 페이브먼트라는 밴드를 만들기도 하였다. 페이브먼트가 성장하고, 비평가들로부터 극찬을 받으면서, 실버 주스가 먼저 결성되었음에도 불구하고 "페이브먼트의 사이드 프로젝트"라는 개념이 생겨났다. 밴드의 초기 녹음물에는 버먼이 말크머스와 나스타노비치를 가명으로 발매해 실버 주스를 사이드 프로젝트라는 말에서 벗어나도록 하려 했지만, 사람들이 "헤이절 피규린"과 "바비 N."이 누군지 알게 되면서 역효과가 일어났다.

### 퍼플 마운틴스: 2018-2019
버먼은 2018년 음악 생활을 다시 시작하였다. 첫 작품은 요나탄 갯의 “Universalists”에 공동 프로듀서로 참여한 것이었다. 2019년 5월, 버먼은 10년 동안의 휴식을 끝내고 첫 싱글인 ‘All My Hapiness Is Gone’을 퍼플 마운틴스라는 음악 프로젝트의 이름으로 발매하였다. 동명의 음반은 2019년 7월 발매되었으며, 버먼이 사망하기 전에는 투어도 계획되어 있었다.

## 사생활과 죽음
버먼이 사망할 당시에는 시카고에 거주하고 있었다. 부인이었던 캐시 버먼과 떨어져 살고 있었지만, 두 명은 테네시주 내슈빌에서 집을 공동으로 소유하고 있었으며, 매우 가까이, 서로를 지지해주는 사이로 지냈다.
버먼은 1990년대부터 2000년대 초까지 크랙, 헤로인, 필로폰 등으로 약물 남용 상태로 지냈다. 이후 의도치 않게 두 번의 과다복용이 있었으며, 그 중 하나는 Bright Flight의 음반 발매 이후 맨해튼에서 일어난 파티에서 불특정한 약물을 복용한 것이었다.
2015년, 친구였던 데이브 클라우드가 사망하자 그를 기리기 위해 자신의 가운데 이름을 크레이그에서 클라우드로 바꾸었다.
2019년, 버먼은 10만 달러가 넘는 대출과 신용카드 부채가 쌓였다. 이후 2019년 8월 7일 뉴욕 브루클린의 파크 슬로프 인근 아파트에서 목을 매 향년 52세의 나이를 끝으로 사망하였다.

## 디스코그래피
실버주스
- Starlite Walker (1994) LP/CD[17]
- The Natural Bridge (1996) LP/CD[17]
- American Water (1998) LP/CD[17]
- Bright Flight (2001) LP/CD[17]
- Tanglewood Numbers (2005) LP/CD[17]
- Lookout Mountain, Lookout Sea (2008) LP/CD[17]

퍼플 마운틴스
- Purple Mountains (2019)[18] LP/CD/Cassette/MP3/FLAC[19]